# Omar Cheikh II
Omar Cheikh II ou Omar Sheikh Mirza, né en 1456 à Samarcande et mort le 10 juin 1494 à Ferghana, est un prince timouride, gouverneur du Khorassan de 1469 à 1494.

## Biographie
Il est le fils d'Abou Saïd, souverain de l'Empire timouride et de son épouse Chah Sultan Begum. Il a lui-même pour fils le célèbre Babur, fondateur de la dynastie des Moghols de l'Inde.

## Épouses, concubines et descendants

### Épouses
- Qutlugh Nigar Khanum (1460-juin 1505), fille de Younous Khan Chaghatay et d'Esan Daulat Begum.
  - Khanzada Begum (1478-1545), mariée (a) en 1501 avec Muhammad Chaybani Khan Uzbek (mort le 2 décembre 1510 à Merv), (b) Sayyid Hadi, (c) vers 1511/1519 avec Mahdi Muhammad Khwaja, fils de Musa Khwaj.
  - Babur (1483-1530).

- Fatima Sultan Agha, des Tuman Begs.
  - Jahangir Mirza (1485-1507/1508), marié en 1504 avec Ay Begum, fille de Sultan Mahmud Mirza et de Khwanzada Begum II.

- Ulus Agha, fille de Khwaja Husayn Beg, divorcée.
  - Na (Sultan Begum), morte en bas âge.

- Makhdum Sultan Begum, surnommée Qara Köz Begum, morte après juin 1494.
  - Ruqqayya Sultan Begum, née posthume en 1494 et morte peu avant 1529, mariée en 1503 avec Jani Beg Sultan Uzbek Jochi.

### Concubines
- Umed Agha Andijani, née à Andijan, morte avant juin 1494.
  - Mihr Banu Begum (1481-après 1531), mariée avec Kuchum Khan.
  - Nasir Mirza (1487-1515), gouverneur de Kandahar en 1510, puis du Badachkhan, marié avec Qara Köz Begum Arlat, fille de Muhammad Qasim Arlat et d'Aq Begum (Sultan Husain Mirza).
  - Shahr Banu Begum (1491-1542), mariée avec Junaid Barlas (mort vers 1536/1537).

- Tun Sultan

- Agha Sultan (morte vers 1537).
  - Yadgar Sultan Begum (née posthume 1494-après 1531), mariée en 1503 avec Abdul Latif Sultan Uzbek Jochi, fils de Hamza Sultan Uzbek Jochi.